# Enok O. Simonnæs
Enok Olai Matias Simonnæs (7. listopadu 1856 – 24. července 1947) byl norský fotograf ze Sande, rezident v Ålesundu. V letech 1885 až 1920 pracoval jako fotograf v Ålesundu.

## Životopis
Simonnæs pocházel z rodinné farmy Simonnesových v Sande. V roce 1885 se etabloval jako fotograf v Ålesundu a stal se zde jedním z významnějších. Celý jeho archiv byl ztracen při požáru města v roce 1904.
O jeho archiv skleněných desek z let po roce 1904 se stará Muzeum V Aalesundu. Od roku 1998 byly digitalizovány první skleněné desky v archivu Simonnæs Okresní fotoarchiv v Møre a Romsdal (FAK). Od roku 2009 je více než 18 000 Simonnæsových fotografií k dispozici na internetu.